# Jan Janca
Jan Janca (eigentlich Harald Janca; * 1. Juni 1933 in Danzig; † 8. Dezember 2023 in Tübingen) war ein polnisch-deutscher Organist und Komponist.

## Werdegang
Jan Janca stammte aus einer deutsch-polnischen Familie in Danzig. Bei seinem Vater, dem Organisten Anton Janca, erhielt er den ersten Orgelunterricht. Nach Abschluss der staatlichen Musikschule in Danzig-Langfuhr studierte er von 1950 bis 1955 an der Musikakademie in Krakau Orgel bei Bronisław Rutkowski, Komposition bei Stanisław Wiechowicz sowie Cembalo und Klavier. Anschließend war er als freier Organist tätig. Es entstanden erste Aufnahmen für den Polnischen Rundfunk mit Konzerten im Dom zu Oliva.
Nach einer Konzertreise in die Bundesrepublik Deutschland 1957 kehrte Janca nicht mehr nach Polen zurück. Von 1958 bis 1962 studierte er an der Musikhochschule Stuttgart Komposition bei Johann Nepomuk David. Später war er mehrere Jahre Privatschüler von Marcel Dupré in Paris. Von 1962 bis 1996 war Janca Musiklehrer am Wilhelmsstift in Tübingen und Organist an der Tübinger Johanneskirche. Zudem unterrichtete er an der Bischöflichen Musikschule in Rottenburg. Er lebte in Tübingen und Berlin.
Janca initiierte und plante auch den Bau der Rieger-Orgel für St. Johannes in Tübingen, die 1990 fertiggestellt wurde.
(Sein Nachfolger als Chorleiter der Johanneskantorei wurde Wilfried Rombach, der seit 2014 nach dem Tod von Jürgen Maag auch das Organistenamt innehat.)
Janca komponierte mehrere Orgelwerke, die er anfänglich unveröffentlicht gelassen hatte. Er erforschte auch die Geschichte des Orgelbaus, insbesondere in Westpreußen (das heute ein Teil des nördlichen Polen ist), dessen Ergebnis mehrere Schriften sind. Zudem rekonstruierte er mehrere Renaissance-Orgelkompsitionen, die er bei dieser Forschung fand, und spielte sie später ein.
Seit Mitte der 1990er Jahre litt Janca an Tinnitus – das Leiden fing noch vor seiner Pensionierung an –, der ihm eine künstlerische Arbeit zunächst unmöglich machte; aber im Laufe mehrerer Jahre konnte er ihn allmählich kompensieren, so dass er sich wieder künstlerisch betätigen konnte. Seit 1990 widmete er sich verstärkt dem Komponieren und ab 2008 war er wieder gelegentlich in Konzerten und in der Liturgie als Organist tätig.
Jan Janca wurde auf dem Sülchenfriedhof in Rottenburg am Neckar bestattet.

## Ehrungen
- Georg Dehio-Kulturpreis (Ehrenpreis) (2011)
- Bundesverdienstkreuz am Bande (2013)[5]
- Gloria-Artis-Medaille für kulturelle Verdienste (2023)[6]

## Werkverzeichnis (chronologisch)

### Schriften (Artikel, Aufsätze und Bücher)
- Takt und Tempo im katholischen Gemeindegesang. In: Kirchenmusikalische Mitteilungen, Hrsg. vom Amt für Kirchenmusik Rottenburg, Nr. 19, Juli 1975, S. 9–14.
- Erbauer der Gefangenenorgel von Rimini gestorben. Werner Renkewitz (Nehren b. Tübingen) zum Gedächtnis. In: Musik und Kirche 48. Jg., Heft 5. Kassel 1978, S. 256.
- Erbauer der „Blechorgel“ von Rimini gestorben. In: Musica Sacra, 99. Jg. Heft 1. Regensburg 1979, S. 28.
- mit Werner Renkewitz: Andreas Hildebrandt, ein Danziger Orgelbauer des 18. Jahrhunderts. In: Musik des Ostens, Hrsg. vom J. G. Herder-Institut, Marburg, Bd. 9, Kassel 1983, S. 123–145.
- mit Werner Renkewitz: Geschichte der Orgelbaukunst in Ost- und Westpreußen von 1333-1944, Bd. I, Würzburg 1984, Bd. II,1, Berlin 2008.
- mit Hermann Fischer: Geschichte der Orgelbaukunst in Ost- und Westpreußen von 1333-1944, Bd. II,2, Köln 2015.
- Orgellandschaft Danzig-Westpreußen, Text zur Doppel-LP, MD+G 0 1274/75, Detmold 1986.
- Z twórczości budowniczego organów Andrzeja Hildebrandta i jego szkoły [Zur Tätigkeit des Orgelbauers Andreas Hildebrandt und seiner Schule]. In: Muzyka w Gdańsku, Wczoraj i Dziś [Musik in Danzig, Gestern und Heute], Bd. I, Hrsg. von der Akademia Muzyczna Gdańsk [Musikakademie Danzig], Gdańsk 1988, S. 179–208.
- Abriss der Geschichte des Orgelbaus in den Kirchen Danzigs bis 1800. In: Musik des Ostens, Bd. 11. Kassel 1989, S. 17–73.
  - Polnische Ausgabe: Zarys dziejów budownictwa organowego w kościołach Gdańska do 1800, Manuskript, Akademia Muzyczna Gdańsk, 55 S., Druck in Vorbereitung.
- Friedrich Silchers Tätigkeit im Bereich des Orgelspiels und der Orgelkomposition. In: Kirchenmusikalische Mitteilungen, Hrsg. vom Amt für Kirchenmusik der Diözese Rottenburg-Stuttgart, Nr. 76, Sept. 1989, S. 2–9.
- Zur neuen Orgel und ihren Vorgängerinnen. In: Festschrift zur Orgelweihe, St. Johannes Tübingen, Tübingen 1990, S. 7–18.
- Die große Orgel im Zisterzienserkloster Oliva bei Danzig, Oberschwäbische Einflüsse in Westpreußen. In: Beiträge zu Orgelbau und Orgelmusik in Oberschwaben im 18. Jh. Tutzing 1991, S. 511–524.
- Najstarszy zachowany kontrakt budowy organów z Prus Książęcych i Królewskich (1571 r.) [Der älteste erhaltene Orgelbauvertrag aus dem Herzogtum Preußen und Königlich Preußen, (1571)]. In: Organy i muzyka organowa [Orgel und Orgelmusik], Bd. VIII, Akademia Muzyczna Gdańsk, Gdańsk 1991, S. 129–134.
- Zarys historii muzyki w klasztorze oliwskim w latach 1224–1831 [Abriss der Musikgeschichte im Kloster von Oliva in den Jahren 1224–1831], Akademia Muzyczna Gdańsk, Gdańsk 1991,
  - Deutsche Ausgabe: Beiträge zur Geschichte der katholischen Kirchenmusik in Westpreußen und im Ermland, I. Zur Musikgeschichte des Klosters Oliva bei Danzig von 1224-1831. In: Musik des Ostens, Bd. 12, Kassel 1992, S. 15–85.
- Oliwskie tabulatury organowe (ok. 1619 r.), Nowe źródła do historii muzyki w Gdańsku i na Warmii [Die Olivaer Orgeltabulaturen (ca. 1619), Neue Quellen zur Geschichte der Musik in Danzig und im Ermland]. In: Muzyka w Gdańsku, Wczoraj i Dziś [Musik in Danzig, Gestern und Heute], Bd. II, Gdańsk 1992, S. 63–98.
- Die Olivaer Orgeltabulaturen (ca. 1619). Neue Quellen zur Musikgeschichte Königlich-Polnisch Preußens. In: Musica Baltica, Interregionale musikkulturelle Beziehungen im Ostseeraum, Konferenzbericht Greifswald/Gdańsk, 28. November bis 3. Dezember 1993, Academia Verlag, St. Augustin 1996, S. 97–124.
- Der Danziger Bachschüler J. G. Goldberg. Zur polnischen Erstausgabe seiner 24 Polonaisen in allen Tonarten für Cembalo. In: Musica Baltica, siehe oben, S. 307–314.
- Oliwskie tabulatury organowe [Die Olivaer Orgeltabulaturen]. In: Ruch Muzyczny, Jhg. XXXVI, Nr. 9, Warschau 1993.
- Aus dem Musikleben des Zisterzienserklosters Oliva / Z życia muzycznego klasztoru oo. Cystersów w Oliwie / Sketches from the Musical Life of the Cistercian Monastery in Oliva, Dreisprachiger Aufsatz, Manuskript 1993.
- Hildebrandt, Andrzej, organmistrz gdański [Hildebrandt, Andreas, ein Danziger Orgelbauer]. In: Słownik biograficzny Pomorza Nadwiślańskiego [Biographisches Lexikon Weichsel-Pommerns], Gdańsk 1994, S. 203–204.
- O działalności organmistrzowskiej rodziny Goeblów. W setną rocznicę założenia firmy [Über die Orgelbautätigkeit der Familie Goebel. Zum hundertjährigen Jubiläum der Firmengründung]. In: Organy i muzyka organowa IX, Akademia Muzyczna Gdańsk 1994, S. 247–266.
  - Deutsche Ausgabe: Die ost- und westpreußische Orgelbauerfamilie Goebel. Zum hundertjährigen Jubiläum der Firmengründung (1994). In: Beiträge zur Musikgeschichte Ostmittel-, Ost- und Südosteuropas, Edition IME, Reihe I, Schriften, Studio Verlag Sinzig, 1999, S. 194–224.
- Organ building in East Prussia [Orgelbau in Ostpreußen]. In: Encyclopedia of Keyboard Instruments, Vol. 2., The Organ, Universität Provo, Utah (USA), Druck in Vorbereitung.
- A brief Overview of Organ Building in former East Prussia. In: Organy i muzyka organowa, X, Akademia Muzyczna Gdańsk 1997, S. 59–69.
- Der Konkurrenzkampf zwischen den Orgelbauern Obuch (Mohrungen) und Casparini (Königsberg) in den Jahren 1741–1750. In: Musica Baltica, Peter Lang Verlag, Frankfurt am Main 1997, S. 283–294 (= Greifswalder Beiträge zur Musikwissenschaft, Bd. 4).
- Mosengel, Johann Josua (1663-1731). In: Neue Deutsche Biographie, Bd. 18, Berlin 1997, S. 172–173.
- Sztuka organmistrzowska na Pomorzu Zachodnim w dobie baroku — najwybitniejsze dzieła i ich twórcy miedzy Słupskiem a Stargardem Szczecirińskim [Orgelbaukunst in Hinterpommern im Barockzeitalter — Wichtigste Werke und ihre Erbauer im Gebiet zwischen Stolp und Stargard]. In: Organy i muzyka organowa, XI, Akademia Muzyczna Gdańsk, 2000, S. 168–179.
- mit Alfred Reichling: Casparini. In: Musik in Geschichte und Gegenwart (MGG), 2. Ausg. Personenteil, Bd. 4. Kassel 2000, Spalte 369–373.
- mit Wiktor Łyjak: Orgel V., 15, Polen mit West- und Ostpreußen V., 18.
- mit Alexander Fiseisky: Russland mit Ostpreußen. In: MGG, 2. Ausg., Sachteil Bd. 7, Kassel 2000, Spalte 966–969, 976–978.
- Konkordanzen zu bisher anonymen Instrumentalstücken in der Olivaer Orgeltabulatur, Vilnius, Sign. F 15-284. In: Musica Baltica, Danzig und die Musikkultur Europas, Akademia Muzyczna Gdańsk, 2000, S. 145–158.
- Aus meinen Erinnerungen an Marcel Dupré. Zum 30. Todestag des Meisters (Beitrag für das Programmheft der Dupré-Konzertreihe), Bad Schussenried / Ravensburg 2001. Handschrift Ms. bei Tobias Frank.
- mit Hermann Fischer: Die ehemalige Mosengel-Orgel im Dom zu Königsberg. In: Ars Organi, 50. Jg. Heft 2, 2002, S. 70–75.
- Hildebrandt, Andreas, Orgelbauer. In: MGG, 2. Ausg. Personenteil, Bd. 8. Kassel 2003, Spalten 1533–1534.
- Eine Auswahl von Orgeldispositionen Adam Gottlob Casparinis. In: Organy i muzyka organowa, Bd. XII. Akademia Muzyczna Gdańsk, Gdańsk 2003, Konferenzbericht, S. 138–159.

### Kompositionen (ab 1971)
- Ausgewählte Choralvorspiele, Heft 1, Advent und Weihnachten, Strube, Ed. 3234, Heft 2, Passion und Ostern, Strube, Ed. 3265. 1971–2003.
- Choraltoccata über „Nun danket all“ (1973), Strube, Ed. 3140,.
- Orgelverse über „Hilf, Herr meines Lebens“ (1979), Pro Organo, Leutkirch 1988.
- Missa de Angelis für vierstimmigen gemischten Chor, Gemeindegesang oder einstimmigen Chor und Orgel (1979), Carus 1989, Partitur, Nr. 40.696.
- Introduktion und Toccata aus der Suite Romantique (1985), Strube, Ed. 3179.
- Suite Romantique (vier Sätze), Strube, Ed. 3179.
- Tripartita für Orgel über „Wie schön leuchtet der Morgenstern“ (1985), Strube, Ed. 3194.
- Choraltoccata über „Wachet auf, ruft uns die Stimme“ (1986), Strube, Ed. 3346.
- „Ite missa est“, Triptychon für Orgel (1988), Pro Organo 1992.
- Orgelverse über „Gott liebt diese Welt“ (1990), Carus, Nr. 18.107, 1999.
- Orgelverse über „Solang es Menschen gibt auf Erden“ (1991), Carus, Nr. 18.110, 1999.
- Weihnachtskantate „Hört, der Engel helle Lieder“ / „Angels from the Realms of Glory“ für dreistimmigen Frauenchor und Orgel (1991), Carus, Nr. 40.707 1999.
- Suite in 7 Sätzen für Orgel (1991), Strube, Ed. 3195.
- Tripartita über „Christ ist erstanden“ für Posaune und Orgel (1991), Strube, Ed. 2556.
- Orgelverse über „Manchmal kennen wir Gottes Willen“ (1992), Carus, Nr. 18.109, 1999.
- Sortie für Orgel (1993), Strube, Ed. 3139, revidierte Auflage 2015.
- 9 Choralvorspiele. In: Choralvorspielsammlung „in Ewigkeit dich loben“, Bd. 1–5, Breitkopf und Härtel, 1993 ff.
- „Maria durch einʼ Dornwald ging“, Meditation zur Adventszeit (1994), Strube, Ed. 3178.
- Toccatina über „Hört, der Engel helle Lieder“ / „Les anges dans nos campagnes“ (1995), Carus, Nr. 18.108, 1999.
- Orgelverse über „Brich dem Hungrigen dein Brot“ (1995), Carus, Nr. 18.106, 1999.
- 27 Sätze. In: Orgelsätze zum Evangelischen Gesangbuch. Ausgabe für die Evang. Landeskirche in Württemberg. Strube 1995, Ed. 3122.
- Suite in sieben Sätzen für Posaune und Orgel (1995), Strube, Ed. 2556.
- Intonationen, Vorspiele und 1 bis 6 Begleitsätze zu 12 Liedern, Band 1: Intonationen zu: Der Morgenstern ist aufgedrungen; Du hast uns, Herr, gerufen; Du hast mich, Herr, zu dir gerufen; Ohren gabst du mir; Das ist ein köstlich Ding; Lass die Wurzel unseres Handelns; Deine Hände, großer Gott; Es wird sein in den letzten Tagen; Nun schläfet man, Himmel, Erde, Luft und Meer; Weißt du, wieviel Sternlein stehen. Band 2: Vorspiel und 2 Begleitsätze zu: Der du die Zeit in Händen hast; 2 Vorspiele, 3 Begleitsätze und Nachspiel zu: Du hast uns, Herr, gerufen; Vor- oder Nachspiel und Begleitsatz zu: Du hast mich, Herr, zu dir gerufen; Vor- oder Nachspiel und 2 Begleitsätze zu: Ohren gabst du mir. Band 3: Vorspiel und Begleitsatz zu: Das ist ein köstlich Ding; Vorspiel und 2 Begleitsätze zu: Lass die Wurzel unseres Handelns; Vor- oder Nachspiel und 3 Begleitsätze zu: Deine Hände, großer Gott; Vor- oder Nachspiel und 2 Begleitsätze zu: Es wird sein in den letzten Tagen; Vor- oder Nachspiel und Begleitsatz zu: Nun schläfet man; Vorspiel und 6 Begleitsätze zu: Himmel, Erde, Luft und Meer; Choralvorspiel und 2 Begleitsätze zu: Weißt du, wieviel Sternlein stehen. In: Esslinger Orgelbuch, Bd. I–III, Carus, Nr. 18.052/20, 1996.
- 3 Vorspiele zu Der Geist des Herrn erfüllt das All. Das Weizenkorn muss sterben a-Moll, Selig seid ihr F-Dur. In: Württembergisches Orgelbuch (1996), Hrsg. von Bernhard Reich. Carus, Nr. 18.100, 1997.
- Eingangsmusik für Chor, Bläser und Orgel über „Wir rufen an den teuren Mann, St. Kilian“ (Kompositionsauftrag der Diözese Würzburg, 1997), Partitur Ms., vervielfältigte Chorpartitur.
- 6 Vorspiele und Liedsätze. In: „Erdentöne – Himmelsklang“, Orgelbuch, Rottenburg am Neckar 1997.
- 2 Vorspiele und Liedsätze. In: „Erdentöne – Himmelsklang“, Ergänzungsbuch, Rottenburg am Neckar 2002.
- Invocation und chromatische Fuge über B-A-C-H für Orgel (2000), VS 3534.
- Zwei Gesänge für vierstimmig gemischten Chor und Orgel „Wie mein Gott will, bin ich bereit“, „Schönster Herr Jesu“ (1959/2001), Strube, Ed. 1908.
- Intrade, Elegie und Sortie (Nr. 2) für Orgel (2001), Strube, Ed. 3212.
- Kleine Suite in 5 Sätzen für Orgel (2002), Strube, Ed. 3214.
- Rondo für Orgel (2002), Strube, Ed. 3291.
- Bridal March and Dance (2006), Elegie (Nr. 2) (2002). In: Kasualien, Bd. 4. Carus, Nr. 2.079.
- Trauungsgesang; „Gott, der nach seinem Bilde“ für Chor und Orgel, „Requiem aeternam“ für Chor und Orgel. In: Kasualien, Bd. 5, Carus, Nr. 2.080.
- Sieben Vorspiele (2002), Dass du mich einstimmen lässt, Go Tell it on the Mountain, Herr, gib mir Mut zum Brückenbauen, Komm, sag es allen weiter, Unser Leben sei ein Fest, Von guten Mächten treu und still umgeben, We shall overcome. In: Jazz Inspirations for Organ, Heft 1. Bärenreiter BA 8440.
- Drei Vorspiele (2006), Go down, Moses (Meditation), Once in Royal David's City (Meditation), When Israel was in Egypt's land (Meditation). In: Jazz Inspirations for Organ, Heft 2. Bärenreiter BA 9203.
- 2 Liedmotetten, Manuskript (Konzept).
- 3 Choralvorspiele: Jerusalem, du hochgebaute Stadt, So nimm denn meine Hände, Warum sollt ich mich denn grämen und 2 Stücke: Complainte et Consolation (Klage und Tröstung). In: Orgelmusik für Trauerfeiern, Bärenreiter BA 9207.
- 8 Choralvorspiele zu den Chorälen Korn, das in die Erde; Nun singet und seid froh/In dulci jubilo; Herbei, o ihr Gläub'gen, Nun freut euch, ihr Christen; Sonne der Gerechtigkeit; Nun saget Dank und lobt den Herren; Nun danket alle Gott; Es ist genug, Dass Jesus siegt; Gott wohnt in einem Lichte. In: Berliner Orgelbuch, Nr. 47–54, Ortus Verlag Berlin 2013.
- Intonationen und Choralvorspiele von A bis Z, Manuskript.
- 2 luxemburgische Marienhymnen für Orgel (Auftragswerk von Daniel Malnati [Organist an Notre Dame, Luxemburg]), Manuskript.
- Sortie für Orgel (2015), revidierte Auflage, Strube, Ed. 3139.
- Sortie „O du fröhliche/O Sanctissima“ für Orgel (2009), Strube, Ed. 3323.
- Toccata und Hymnus über „Nun danket all und bringet Ehr“ (2010) als erweiterte Fassung für Orgel und Bläserquartett, Strube, Ed. 3140.
- Toccata und Fuge in f-Moll für Orgel (1954), revidierte Auflage, Strube, 2015, Ed. 3431.
- Variationen über „Christ lag in Todesbanden“ für Orgel (1952), Strube, 2015, Ed. 3432.
- Choraltrilogie „Ein feste Burg“, „Großer Gott, wir loben dich“, „Salve Regina“, Strube, Ed. 3347.
- Weltliche Trilogie „Britischer Einzug“, „Deutsches Wiegenlied“, „Flämische Elegie“, Strube 2011, Ed. 3378.

### Editionen/Bearbeitungen
- mit Herbert Jess: Friedrich Silcher: Orgelstücke und Bearbeitungen. Mit Vorwort und kritischem Bericht, Pro Organo, Leutkirch (Allgäu) 1989.
- Johann Sebastian Bach: „Was Gott tut, das ist wohlgetan.“ Vier Kantatensätze als Orgeltrios eingerichtet. Mit Vorwort und kritischem Bericht, Pro Organo, Leutkirch (Allgäu) 1990.
- Stücke aus der Olivaer Orgeltabulatur (ca. 1619) übertragen für Orgel oder Cembalo, Vorwort und Revisionsbericht in Polnisch, Deutsch und Englisch, Organon Gdańsk, Heft I 1992, Heft II 1996, Heft III in Vorb.
- Johann Gottlieb Goldberg: 24 Polonaisen in allen Tonarten für Cembalo oder Orgel, Vorwort und Revisionsbericht in Polnisch, Deutsch und Englisch, Organon Gdańsk 1993,

### Tonträger
- Gesänge aus dem Einheitsgesangbuch „Gotteslob“ (einschl. Intonationen und Choralvorspiele). Hrsg. von den Ämtern für Kirchenmusik in den Diözesen Freiburg und Rottenburg. Reihen: Weihnachten, Pfingsten / Bitte und Vertrauen (Kassetten und Tonbänder), 1975 ff.
- Lieder und Gesänge aus dem „Gotteslob“ (einschl. Intonationen und Choralvorspiele). Hrsg. vom Bischöflichen Schulamt in Verbindung mit dem Amt für Kirchenmusik, Diözese Rottenburg-Stuttgart, Schuljahr 1, 2, 5, 6 (Kassetten).
- Orgelkonzert Steinhausen (Buxtehude, Bach, Mendelssohn, Liszt, Janca). Kassette. Produktion Dieter Ege, Bad Schussenried 1980.
- Symphonische Orgelmusik (Guilmant, Bossi, Ibert). Orgel des Süddeutschen Rundfunks Stuttgart. LP mit Archivaufnahmen der Jahre 1960/1962, JST 262, Tonstudio Jankowski, Stuttgart 1980.
- Jan Janca an der Reiser-Orgel der St. Michaels-Kirche in Tübingen (Krieger, Walther, Bach, Franck, Reger, Janca), LP, 65967 Tonstudio Bauer, Ludwigsburg 1984.
  - Als CD: Meisterwerke der Orgelmusik, forum music, CD 1002, Sulz am Neckar 1995.
- Orgellandschaft Danzig-Westpreußen (Siefert, Gronau, Volckmar, Mohrheim, Goldberg, Markull, Bloch, Janca u. a.) Doppel-LP. Dabringhaus und Grimm, MDG 0174/75, Detmold 1986 (Preis der Deutschen Schallplattenkritik 1/1988) Als CD Nr. 3190274-2.
- Orgelmusik aus Pommern, West- und Ostpreußen, 19. und 20. Jahrhundert (Flügel, Wenzel, von Bausznern, Blarr, Janca u. a.), Organist: Martin Weyer. Doppel-CD. Harmonia Mundi, Köln, IOM 935-2.
- Music from Westonbirt, The Chapel Choir of Westonbirt School (Howells, Britten, Poulenc, Hurford, Janca – Cantata „Angels from the realms of glory“, und andere Werke), CD WES 003, Tetbury Gloucestershire 1990.
- Die Olivaer Orgeltabulatur (1619), Ausgewählte Stücke, Jan Janca an der Orgel der Marienkirche in Danzig, CD. Produktion Lech, LOO4, G. Kamińska, Gdańsk 1994.
- Jan Janca, Organ Works, Ludger Lohmann an der Rieger-Orgel in St. Johannes, Tübingen, Musikproduktion Dabringhaus und Grimm, MDG 0 606 1104-2, Detmold 2002.
- Jan Janca, Works for Trombone and Organ, Organ Works Vol. 2, Ludger Lohmann, Orgel (Albiez-Orgel St. Eberhard Stuttgart), Mike Svoboda, Posaune. MDG 606 1462-2.
- Jan Janca, Organ and Choir Music, Vol. 3, Andreas Sieling, Orgel (Karl Schuke-Orgel, Kaiser-Wilhelm-Gedächtnis-Kirche Berlin), Wolfgang Baumgratz, Orgel (Sauer-Orgel, Dom zu Bremen), Opus Vocale, Volker Hedtfeld, Dirigent, Felicitas Rodach, Orgel.
- Archivaufnahmen beim Süddeutschen Rundfunk Stuttgart, Südwestfunk Tübingen (heute SWR) und Polskie Radio Gdańsk.
- Mitschnitte beim Berliner Rundfunk (DDR) und SWR, Tübingen.
- Einspielungen von Hilf, Herr, meines Lebens mit verschiedenen Interpreten, z. B. in: Orgeln im 1000jährigen Mecklenburg (Nr. 13, Organist: Fritz Abs), Musikproduktion Dabringhaus und Grimm, Detmold.
- Kurzfilm, Johann Sebastian Bach, Toccata i fuga d-moll, Jan Janca gra na organach Katedry Oliwskiej [Jan Janca spielt auf der Orgel der Olivaer Kathedrale], Film Polski, 1956.